# Calyptotheca capensis
Calyptotheca capensis är en mossdjursart som först beskrevs av Charles Henry O'Donoghue och de Watteville 1937.  Calyptotheca capensis ingår i släktet Calyptotheca och familjen Parmulariidae. Inga underarter finns listade i Catalogue of Life.